# オレンジ・カウンティ・ブラザーズ
オレンジ・カウンティ・ブラザーズは、日本の音楽バンド。1976年にファースト・アルバム『オレンジ・カウンティ・ブラザーズ』をリリース。1979年解散。

## メンバー
- 飯田雄一（ボーカル・リズムギター）
- 中尾淳乙（リードギター）
- 倉田義彦（ドラムス）
- 谷口邦夫（スティールギター)
- 鵜沢章（ベース）
- 安積始（フィドル）